# Xuan-Papier

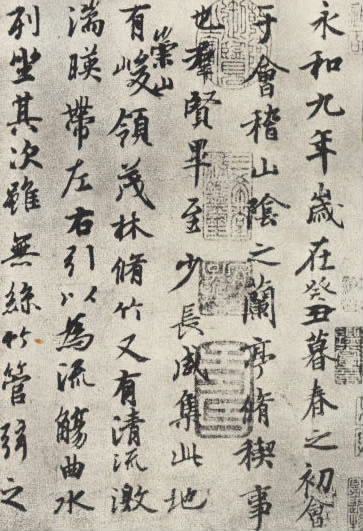
Ausschnitt des Orchideenpavillons von Wang Xizhi auf Xuan-Papier

Das Xuan-Papier (chinesisch 宣紙 / 宣纸, Pinyin xuānzhǐ) ist die repräsentative Art von Chinapapier und hat für die Gelehrten in Ostasien einen einzigartig hohen Stellenwert. Dieses Papier wird hauptsächlich für die Kalligrafie und Tuschmalerei verwendet, da seine Saugfähigkeit gute Auffassungsgabe verlangt und empfindsam alle Details der Pinselführung zeigen kann. Seine Herstellungstechnik wird offiziell als nationales immaterielles Kulturerbe und als immaterielles Kulturerbe der Menschheit (UNESCO) anerkannt. Es wird auch als der „König aller Papier“ bezeichnet.
Xuan-Papier wird manchmal irreführend als Reispapier beschrieben.
Die Phloem-Fasern der Borke von Pteroceltis tatarinowii (Blue Sandalwood, Tara wingceltis, Qing Tan) ist das Hauptausgangsmaterial von Xuan-Papier, weiterer Bestandteil ist Reisstroh (von Reis, welcher in Sand gepflanzt wurde). Der Name des Papiers leitet sich von Xuanzhou ab. Das Papier ist bekannt für seine Festigkeit, Luminosität, Textur und Haltbarkeit, das Papier ist sehr leicht <35 g/m2.
Man unterscheidet verschiedene Typen:
- Tejingpi, (70 % Pteroceltis tatarinowii-Rinde und 30 % Reisstroh)
- Jingpi (60 % Pteroceltis tatarinowii-Rinde)
- Mianliao (30 % Pteroceltis tatarinowii-Rinde und 70 % Reisstroh)
- Shuxuan, ist ein Typ von Xuan-Papier, dessen Hauptbestandteil die Grasart Eulaliopsis binata (Sabai Grass) ist.
- Daqian Schreibpapier, von dem gesagt wird, es sei Bambus-Papier, aber Analysen haben gezeigt, dass es aus Reisstroh und Holzzellstoff besteht. Es wird normalerweise wegen seines hohen Preises, für Malerei und Kalligrafie genutzt.
- Fuyangxuan Papier, aus Eulaliopsis binata und Holzzellstoff. Es ist in seinem Aussehen ähnlich zu Xuan-Papier, es wird als Ersatz dafür verwendet. Es wird auch für die Herstellung von Faksimiles von antiken Büchern verwendet.
- Wenzhou Bast-Papier, ein Typ Maschinen-Papier aus Maulbeer-Rinde.

Es gibt noch einige weitere Varianten des Papiers in unterschiedlicher Zusammensetzung und Größe.
Unverarbeitetes (unsized) Papier (Shengxuan) absorbiert sehr leicht Wasser und deshalb kann die Tinte schnell hindurchsickern. Verarbeitetes (sized) Papier (Shuxuan) hingegen, wird mit einer dünnen Schicht (Gelatine aus Knochen und Alaun) versehen. Diese Art Papier absorbiert keine Tinte und ist sehr fest. Bei einem halben Verarbeitungsprozess (Semi-Shuxuan, Banshuxuan) entsteht ein Kalligrafiepapier hochwertiger Art. Dieses Papier ist ausreichend saugfähig um die Tinte aufzunehmen, wird aber nichts hindurchsickern lassen. Das Absorptionsvermögen eines Xuan Papiers wird durch die Menge an Gelatine und Alaun in der Auftragsmischung bestimmt.